# Saussurea hypsipeta
Saussurea hypsipeta là một loài thực vật có hoa trong họ Cúc. Loài này được Diels ex H.Limpr. miêu tả khoa học đầu tiên năm 1922.